# Malis flagga
Malis flagga är en trikolor med stående fält i de panafrikanska färgerna grönt, gult och rött. Flaggan antogs av Mali den 1 mars 1961 och har proportionerna 2:3.

## Symbolik
Färgerna är de traditionella panafrikanska, och har inspirerats av Ghanas flagga. I Malis flagga symboliserar grönt naturen och jordbruket, gult rikedom eller välstånd och rött tidigare generationers uppoffringar för självständigheten. Utformningen med de tre vertikala fälten avspeglar den tidigare kolonialmakten Frankrikes flagga.

## Historik
Dagens Mali var under kolonialtiden 1880–1960 en fransk besittning som kallades Franska Sudan. Kolonins flagga var den franska trikoloren med en stiliserad människofigur i svart, en s.k. kanaga. Mali ingick från 1959 tillsammans med nuvarande Senegal i Malifederationen, som använde Franska Sudans kolonialflagga fast med de panafrikanska färgerna istället för de franska. Federationen blev självständig den 20 juni 1960 och upplöstes den 20 augusti samma år. När Mali antog en ny nationsflagga 1961 togs kanagafiguren bort, mycket på grund av att det enligt landets religion islam inte är tillåtet att avbilda människor.
I Senegals flagga ersattes den med en stjärna.

Franska Sudans flagga
Malis flagga 1959-1961